# 艾略特號驅逐艦 (DD-146)
艾略特號驅逐艦（舷號DD-146）是一艘美國海軍建造的驅逐艦，為維克斯級驅逐艦的72號艦。她是美軍第一艘以艾略特為名的軍艦，以紀念第一次世界大戰時於曼利號驅逐艦陣亡的海軍軍官理查·艾略特（Richard McCall Elliot）。
艾略特號在1918年於克雷普父子造船廠開始建造，在同年下水，於1919年服役，其時第一次世界大戰已經結束。稍後艾略特號分別在大西洋及遠東亞洲艦隊執勤，並在1922年退役封存。1930年艾略特號重返現役，在太平洋及大西洋之間作訓練用途。1935年艾略特號改為高速拖船，再於1940年改為掃雷艦，調駐珍珠港。珍珠港事件時艾略特號正在海外，返回後旋即負責反潛巡航。稍後艾略特號參與阿留申群島戰役，然後在1943年起擔任訓練艦。1945年艾略特號改為高速運輸艦後，於戰後退役除籍，並在1946年出售拆解。